# Wiley Park, New South Wales
Wiley Park este o suburbie în Sydney, Australia.